# Mareile Moeller
Mareile Bettina Moeller (* 14. Oktober 1978 in Braunschweig) ist eine deutsche Schauspielerin und Synchronsprecherin.

## Leben
Sie erhielt ihre Ausbildung an der Hochschule für Schauspielkunst „Ernst Busch“ Berlin, welche sie im Oktober 2003 mit Diplom abschloss.
Noch während ihres Schauspielstudiums war sie von 2001 bis 2002 Gast am Deutschen Theater Berlin mit dem Stück Das Sparschwein von Eugene Labiche, Rolle Leonida, Regie Patrick Schlösser. 2002 spielte sie in Kleists Das Käthchen von Heilbronn die Kunigunde unter der Regie von Anna Bergmann im bat-Studiotheater Berlin. Von 2004 bis 2006 war sie am Düsseldorfer Schauspielhaus in den Stücken Der eingebildete Kranke von Molière unter der Regie von Helmuth Lohner in der Rolle der Angélique zu sehen, des Weiteren in den Stücken Süden von Julien Green in der Rolle der Regina und in der deutschen Erstaufführung von Elfriede Jelineks Ernst ist das Leben, der Oscar-Wilde-Übersetzung von „The Importance of Being Earnest“ in der Rolle der Gwendolen erneut unter der Regie von Patrick Schlösser.
Von September 2006 bis November 2007 spielte sie in der in Babelsberg produzierten ZDF-Telenovela Wege zum Glück die Antagonistin Viktoria van Weyden. Nach Abschluss der Dreharbeiten war sie von Oktober 2007 bis Februar 2008 auf Weltreise. Nach ihrer Rückkehr übernahm sie Episodenhauptrollen in zahlreichen Fernsehproduktionen, wie zum Beispiel in Die Rosenheim-Cops, Ein starkes Team, Flemming und SOKO Wismar. 2014 übernahm sie in der ZDF-Krimiserie Kripo Holstein – Mord und Meer die durchgehende Hauptrolle der Nele Wittkamp, Kriminalhauptkommissarin und Leiterin der „Kripo Holstein“.
Mareile Moeller ist Mitglied im Bundesverband Schauspiel (BFFS).
Sie ist auch als Synchronsprecherin tätig und lieh ihre Stimme u. a. Lizzy Caplan, Cobie Smulders, Rebel Wilson, Mary Elizabeth Winstead und Mischa Barton.
Moeller lebt in der brandenburgischen Landeshauptstadt Potsdam.

## Filmografie
- 2002: The Perfect Lunch (Kurzfilm)
- 2006: Hinter Gittern – Der Frauenknast (Nebenrolle Folgen 380–384)
- 2006–2007: Wege zum Glück (Hauptcast Viktoria van Weyden Folgen 222–494)
- 2008: Hallo Robbie! – Robbie und der Räuber (Episodenhauptrolle)
- 2008: Die Rosenheim-Cops – Jung, schön, fit und tot (Episodenhauptrolle)
- 2009: Ein starkes Team – Im Zwielicht
- 2009: Alisa – Folge deinem Herzen (Gastrolle in den Folgen 217–233)
- 2010: Unser Charly – Mütter und Töchter (Episodenhauptrolle)
- 2010: Flemming – Rasende Wut (Episodenhauptrolle)
- 2011: Die Rosenheim-Cops – Jagd auf Watzmann (Episodenhauptrolle)
- 2012: Wege zum Glück – Spuren im Sand (Gastrolle in den Folgen 18–25)
- 2012: SOKO Wismar – Steckschuss (Episodenhauptrolle)
- 2014: Notruf Hafenkante – Kampf der Herzen (Episodenhauptrolle)
- 2014: Kripo Holstein – Mord und Meer (Hauptcast)
- 2015: SOKO Wismar – Millionenerbe (Episodenhauptrolle)
- 2016: Alles was zählt (Gastrolle)
- 2018: SOKO München – Schärfer als die Polizei erlaubt (Episodenhauptrolle)

## Synchronisation (Auswahl)

### Filme
- 1984: Hiroko Maruyama (als Pinocchio) in Pinocchio
- 2010: Nectar Rose (als Sherry) in Five Dollars a Day
- 2011: (als Kim) in Pretty Bird
- 2011: Olga Orlova (als Lena) in Die Tauschfamilie – Ich bin du und du bist ich[4]
- 2011: Julia Whelan (als Emily) Krieger des Lichts
- 2011: Lisa Durupt (als Laura) in On Strike for Christmas
- 2011: Kusswechsel 2 – Gegensätze ziehen sich aus (als Linda)
- 2012: Luisa D’Oliveira (als Kate) in Seeds of Destruction
- 2012: Ashley Williams (als Elinor Dashwood) in Scents and Sensibility
- 2012: Rebel Wilson (als Rocky) in Small Apartments
- 2012: Mary Elizabeth Winstead (als Kate Hannah) in Smashed
- 2013: Roxane Mesquida (als Herma) in The Last Mistress
- 2013: Cobie Smulders (als Jo) in Safe Haven – Wie ein Licht in der Nacht
- 2013: Mischa Barton (als Sophia Monet) in Into The Dark
- 2013: Leïla Bekhti (als Leila) in La Source De Femmes
- 2013: Keri Russell (als Jane) in Austenland
- 2014: Perdita Weeks (als Maria) in The Invisible Woman
- 2014: Joy Bryant (als Debbie) in About Last Night
- 2014: Kate Todd (als Helen) in The Good Witch’s Destiny
- 2015: Lizzy Caplan (als Agent Lacey) in The Interview
- 2015: Rachel Brosnahan (als Erin) in Louder Than Bombs
- 2015: Daniella Alonso (als Divina) in Der Kaufhaus Cop 2
- 2015: Marianne Oldham (als Rosie) in Zufällig allmächtig
- 2015: Jennifer Irwin (als Marissa) in Zoom – Good Girl Gone Bad
- 2015: Natalie Lorence (als Sarah) in Zero Tolerance – Auge um Auge
- 2015: Brooklyn Sudano (als Elise) in With This Ring
- 2015: Susan Gibney (als Maddie) in We Are Still Here – Haus des Grauens
- 2015: Betty Gilpin (als Cheryl Frank) in True Story – Spiel um Macht
- 2015: Mischa Barton (als Lauren Campbell) in Schachmatt – Spiel ohne Ausweg
- 2015: Fiona Skinner (als Annie) in A Royal Night – Ein königliches Vergnügen
- 2015: Mischa Barton (als Pamela Miller) in Operator – Wettlauf gegen die Zeit
- 2015: Chiling Lin (als Yuzhen) in Monk Comes Down the Mountain
- 2016: Astrid Bryan (als Justine) in Ein tödliches Versprechen
- 2016: Gaëlle Bona (als Anna) in Le temps d’Anna
- 2016: Itiziar Atienza (als Marta) in Plan de fuga
- 2016: Jessica Pohly (als Pepper) in Pee-wee’s Big Holiday
- 2016: Silvia Bel (als Gloria) in Die nächste Haut
- 2016: Sarah Roemer (als Vivian) in Manhattan Undying
- 2016: Karen Gillan (als Ellen) in In a Valley of Violence
- 2016: Alix Angelis (als Clara) in Die glorreichen Sieben
- 2016: Kaitlyn Danielle McIvor (als Kelly) in Fortune Cookie
- 2016: Maggie Grace (als Steph) in The Choice – Bis zum letzten Tag
- 2016: Frédérique Bel (als Flore) in Die Besucher – Sturm auf die Bastille
- 2017: Maggie Grace (als Christina) in Vendetta – Alles was ihm blieb war Rache
- 2017: Sylvia Hoeks (als Lara) in Renegades
- 2017: Mahira Khan (als Aasiya) in Raees
- 2017: Laurence Weitzig (als Dauphine) in Monsieur Pierre geht online
- 2017: Hannah Anderson (als Eleanor Bonneville) in Jigsaw
- 2017: Christine Woods (als Nora Vanderwheel) in Handsome: Ein Netflix-Krimi
- 2017: Poorna Jagannathan (als Dr. Villalobos) in The Circle
- 2018: Maggie Grace (als Casey) in The Hurricane Heist
- 2018: Agyness Deyn (als Janet) in Patient Zero
- 2018: Joanne Kelly (als Ivy Fischer) in Eine zweite Meinung
- 2018: Kara Killmer (als Jennifer Jones) in Sleeper
- 2018: Mali Levi (als Natalie Ben Arosa) in Der ägyptische Spion, der Israel rettete (The Angel)
- 2019: Michelle Buteau (als Veronica) in Always Be My Maybe
- 2019: Eiza González (als Madame M) in Fast & Furious: Hobbs & Shaw
- 2019: Margareth Cabourn Smith (als Polizistin London) in Glam Girls – Hinreißend verdorben
- 2019: Betty Gilpin (als Gloria) in Bailey – Ein Hund kehrt zurück
- 2020: Talulah Riley (als Gina DeCarlo) in Bloodshot
- 2022: Cynthia Erivo (als Blaue Fee) in Pinocchio
- 2024: Cynthia Erivo (als Elphaba) in Wicked

### Serien
- 1997: Manjinder Virk (als Kam Karimore) in Inspector Barnaby in 10 Folgen
- 2012: Valentina Cervi (als Agrippa) in True Blood
- 2012: Tattiawna Jones (als Vanessa) in Breakout Kings
- 2013: Laura Allen (als Hannah Britten) in Awake
- 2013: Marta Larralde (als Belén) in Grand Hotel
- 2013: Danay García (als Ellie) in Supernatural
- 2013: Lindy Booth (als Rachel) in Fairly Legal
- 2013: Ingrid Bolsø Berdal (als Johanne) in Hellfjord
- 2014: Sara Martins (als Camille Bordey) in Death in Paradise
- 2014: Luciana Carro (als Anana) in Helix
- 2014: Carrie Coon (als Luanne Vick) in Intelligence
- 2015: Lake Bell (als Rolle Donna) in Wet Hot American Summer: First Day of Camp
- 2015: Rachael Taylor (als Trish Walker) in Marvel’s Jessica Jones
- 2016: Rachael Taylor (als Trish Walker) in Marvel’s Luke Cage
- 2016: Andrea Riseborough (als Romaine Heilger) in Zeugin der Anklage
- 2016: Laura Mennell (als Rebecca) in Van Helsing
- 2016: Brooklyn Sudano (als Asha) in Taken – Die Zeit ist dein Feind in 2 Folgen
- 2016: Lisa Dillon (als Barbara Haleton) in Stan Lee’s Lucky Man in 4 Folgen
- 2016: Vanessa Matsui (als Dorothea ‘Dot’ Rollins (2. Stimme)) in Shadowhunters: The Mortal Instruments in 6 Folgen
- 2016: Lisa Marcos (als Susanna Vargas) in Shadowhunters: The Mortal Instruments in 2 Folgen
- 2016: Jennifer Mudge (als Ellen) in Shades of Blue in 2 Folgen
- 2016: Claire McNulty (als Chantal) in Search Party
- 2016: Rachael Taylor (als Trish Walker) in Marvel’s Luke Cage in einer Folge
- 2016: Ellen Hollman (als Angela Carlson) in Lethal Weapon in einer Folge
- 2016: Tamara Austin (als Susan) in Good Behavior in Folge 4 (Staffel 1)
- 2016: Nina Arianda (als Patty Solis-Papagian) in Goliath in 8 Folgen
- 2016: Kate Lyn Sheil (als Avery) in The Girlfriend Experience in Folge 1–3 (Staffel 1)
- 2016: Emily Piggford (als Sandra Fuchs) in The Girlfriend Experience in Staffel 2
- 2016: Brooke Bloom (als Sabine) in Falling Water in 10 Folgen
- 2016: Lyndon Smith (als Frankie) in Colony in einer Folge
- 2016: Laurie Burke (als Alice) in Chance in Folge 4 (Staffel 1)
- 2016: Archie Panjabi (als Arti Cander) in Bull in Folge 8 (Staffel 2)
- 2016: Sarah MacRae (als Saray) in Beowulf in Folge 6–11
- 2016: Marguerite Moreau (als Laura Hart McKinny) in American Crime Story in einer Folge
- 2017: Lake Bell (als Donna) in Wet Hot American Summer: Zehn Jahre später in 5 Folgen
- 2017: Natali Broods (als Dr. Mommaerts) in Tabula Rasa
- 2017: Oyin Oladejo (als Joann Owosekun) in Star Trek: Discovery in 4 Folgen
- 2017: Pia Miranda (als Prinzessin Jinan) in herazade – Geschichten aus 1001 Nacht
- 2017: Lucy Punch (als Esmé Squalor) in Eine Reihe betrüblicher Ereignisse in 8 Folgen
- 2017: Joséphine de la Baume (als Maria) in Ransom in Folge 12 (Staffel 1)
- 2017: Margot Bingham (als Clorinda Bradford) in Nola Darling
- 2017: Rachael Taylor (als Trish Walker) in Marvel’s The Defenders in 4 Folgen
- 2017: Nadine Lewington (als Johanna Kennedy) in Lore in Folge 3 (Staffel 1)
- 2017: Cathy Boquet (als Prostituierte) in Im fremden Körper
- 2017: Lyndon Smith (als Miss Shelly) in I’m Sorry in Folge 1 und 2 (Staffel 1)
- 2017: Naomi Lorrain (als Krankenschwester McRaney) in The Good Fight in einer Folge
- 2017: Lucy Walters (als Katie Daly) in Get Shorty
- 2017: Chelle Ramos (als Libby) in Der Denver-Clan in einer Folge
- 2017: Soledad Comasco (als Julia) in 11
- 2018: Agyness Deyn (als DI Elaine Renko) in Hard Sun
- 2018–2023: Athena Karkanis (als Grace Stone) in Manifest
- 2019–2024: Perdita Weeks (als Juliet Higgins) in Magnum P.I. und Hawaii Five-0 (Folge: Anruf mit Folgen)
- 2019: Diane Morgan (als Kath) in After Life in 6 Folgen
- 2019: Carla Tassara (als Pilar Marquez) in Carmen Sandiego
- 2020–2022: Stargirl (Fernsehserie)
- 2020: Daisy Haggard (als Ally Grant) in Breeders
- 2021: Zibby Allen (als Brie Sheridan) in  Virgin River
- 2024: Chelle Ramos (als Jill Lee) in Navy CIS: Hawaiʻi
- 2025: Navy CIS (als Gemma Wood)

### Hörspiel
- als Captain Youssef in Alien – Der verlorene Planet, Studio Stil Berlin, Regie: Simon Bertling
- als Marge in Dr.Who – Studio Stil Berlin, Regie: Christian Hagitte

### Animes
- Sachika Misowa als Kuroyukihime in Accel World
- Suzuko Mimori als Suzune in Senran Kagura
- Atsuko Tanaka als Yuriko Ochiai in Shigatsu wa Kimi no Uso – Sekunden in Moll
- Ayane Jakura als Sendai in Kantai Collection
- Kimiko Saito als Nurokos Mutter in AnoHana – Die Blume, die wir an jenem Tag sahen

## Theater (Auswahl)
2001–2002: Deutsches Theater Berlin (DT)
- Leonida in Das Sparschwein von Eugène Labiche, Regie: Patrick Schlösser

2003: BAT Studiotheater Berlin
- Kunigunde in Das Käthchen von Heilbronn von Heinrich von Kleist, Regie: Anna Bergmann

2004–2006: Düsseldorfer Schauspielhaus:
- Regina in Süden von Julien Green, Regie: Patrick Schlösser
- Gwendolen in Ernst ist das Leben von Elfriede Jelinek, Regie: Patrick Schlösser
- Angélique in Der eingebildete Kranke von Molière, Regie: Helmuth Lohner